# Mare de Déu de Montornès
La Mare de Déu de Montornès és un monument del municipi de la Pobla de Montornès protegit com a bé cultural d'interès local. L'església parroquial de la Pobla de Montornès, dedicada a Santa Maria, és a un quart d'hora, aproximadament de la localitat, dalt d'un turó. La blanca ermita -antiga parroquial de Montornès, amb data de "1786" a la façana"- de la Mare de Déu de Montornès, és on té lloc l'aplec el dilluns de Pasqua de Resurrecció. Al costat del temple romanen alguns vestigis del que fou castell de Montornès. Aquest, té una nau amb capelles laterals. La seva volta de canó amb llunetes cobreix la part central de la nau, i les capelles estan cobertes amb voltes de mitja taronja. La porta principal és als peus i té un arc rebaixat amb motllures emmarcant-lo.
Damunt la porta principal hi ha una petita espadanya on hi ha les campanes. A l'arc rebaixat de la porta d'accés hi ha una inscripció amb data de "1783". El coronament superior és corb a la façana. També hi ha una porta lateral tapiada que pertanyia a l'antiga ermita romànica.

## Història
L'indret de Montornès va pertànyer al Monestir de Santes Creus i a partir de 1173 perquè ho comprà a la família Rajadell. El castell era aleshores del comtat i del bisbat barcelonins.
L'ermita de la Mare de Déu de Montornès s'aixecà al costat de les restes del Castell. En construir-se l'església parroquial, l'antiga capella de la fortalesa medieval restà habilitada com a ermita. A mitjans del segle xvii s'hi portaren a terme obres de consolidació i l'any 1783 s'aixecà el temple actual, finançat gràcies a les rendes procedents d'una sínia propietat del santuari i de les almoines dels fidels. L'únic testimoni que resta de la primitiva esglesiola és la portalada romànica situada a l'ala nord.
A l'interior d'un cambril, hi ha una imatge d'alabastre policromat de la Mare de Déu que és molt venerada. Es tracta d'una talla del segle xvi o XVII. L'ermita fou restaurada per darrera vegada l'any 1926.